# ZE PAK
ZE PAK SA  (ehemals Zespół Elektrowni Pątnów-Adamów-Konin SA) ist Polens zweitgrößter Braunkohle-Verstromer, der erste ist Bełchatów-Opole-Turów Górnictwo i Energetyka (BOT GiE SA). PAK hat von der Stromerzeugung her einen Marktanteil von 12 %. Zur Gruppe gehören folgende Tochtergesellschaften:
- Elektrownia Pątnów II – Kraftwerk
- PAK Serwis sp. z o.o. – Reparaturgesellschaft
- EL PAK sp. z o.o. – Dienstleister
- AS PAK sp. z o.o. – Immobilienverwalter
- TRANS PAK sp. z o.o. – Transportgesellschaft
- PAK ODSIARCZANIE Sp. z o.o.
- PAK Centrum Usług Informatycznych Sp. z o.o. – IT-Dienstleister

Die Kontrolle über den Betrieb der Kraftwerksgruppe übt der Unternehmer Zygmunt Solorz-Żak aus, dem auch der TV-Sender Polsat gehört.

## Aktionäre
- Schatzministerium – 50 %
- Elektrim und von Zygmunt Solorz-Żak kontrollierte Gesellschaften – 46 %
- Belegschaft – 4 %

## Privatisierung
Im Jahr 1994 wurde das Staatsunternehmen ZE PAK in eine AG mit dem Schatzministerium als alleinigem Eigentümer umgewandelt. 1999 wurde der Mischkonzern Elektrim strategischer Investor, der sich verpflichtete, in den neuen Kraftwerksblock Pątnów II 430 Mio. Euro zu investieren. Im Frühjahr 2008 hat der Mitbewerber Enea S.A. ein Angebot für die Übernahme der Aktien unterbreitet, die Elektrim und andere Gesellschaften von Zygmunt-Solorz Zak an PAK halten. Zuvor muss Enea (laut Plan im Juli 2008) an die Warschauer Börse gebracht werden. Wenn Enea die PAK-Anteile von Elektrim bekommen sollte, würde auch das Schatzministerium seine PAK-Aktien an Enea abtreten. 2007 hatte Elektrim für seine PAK-Aktien vom Kupfer- und Silberkonzern KGHM 2 Mrd. Złoty gefordert, was KGHM zu viel war. Investor Enea möchte zusammen mit PAK die beiden Braunkohle-Tagebaue Adamów und Konin übernehmen, die vollständig dem Schatzministerium gehören und ausschließlich PAK beliefern.